# 沃洛瓦湖怪物
沃洛瓦湖怪物（Wallowa Lake Monster)又称沃利（Wally）是指出没于美国俄勒冈州沃洛瓦湖的神秘动物。沃洛瓦湖怪物的描述并不固定，通常包括下列几个形象：大海蛇、有角的大海蛇、巨型龙虾或螃蟹等。

## 历史
沃洛瓦湖怪物的历史可追溯至居住在湖边的内兹珀斯人传说，传说中，一位内兹珀斯战士惊扰了这只沉睡的野兽，后者潜入湖中并最终在战斗中将年轻的战士拖入湖底。除此外，内兹珀斯人流传着许多关于湖怪的传说。来自白人殖民者的第一次书面记录是1885年11月5日，《Wallowa Chieftain 》报道了湖怪传闻：一位匿名探矿者划船通过沃洛瓦湖时看见一只巨兽。自1945年以来，居住在艾琳·威金斯（Irene Wiggins）女士数度目击湖怪。1978年，一对夫妇先后两次目击湖怪出没。